# Bernard Rentier
Bernard Rentier, né le 12 septembre 1947 à Liège en Belgique, est un biologiste et virologue. Il a également été le recteur de l'Université de Liège, de 2005 à 2014 ainsi que le premier vice-président du Conseil fédéral de la Politique scientifique de 2012 à 2023 et président du conseil d’administration de Wallonie-Bruxelles Enseignement de 2019 à août 2021.

## Carrière
Virologiste et immunologiste de formation, il a effectué ses recherches au National Institute for Medical Research (en) (Mill Hill, Londres, 1975) et aux National Institutes of Health (Bethesda, MD, USA, 1976-1981) puis à l'Université de Liège. Il est l'auteur de plus de 250 publications scientifiques et de vulgarisation.
Ses travaux scientifiques ont porté sur l'influenza, la rougeole et la varicelle. Il a présidé la branche européenne de la Varicella-Zoster Virus Foundation (1991-2004) et le comité WAVE (Working against Varicella in Europe). Il a été vice-président de l'European Federation of Biotechnology (en) (1997-2004).
Il a été recteur de l'Université de Liège, de 2005 à 2014.
Il a fondé et présidé l'EOS (Enabling Open Scholarship), une association internationale pour la promotion de l'accès libre aux publications scientifiques (Open Access) dans les universités, aujourd’hui dissoute, l’Open Access faisant à présent l’objet, sinon dans la forme, au moins sur le fond, d’un consensus dans les milieux scientifiques. Il est devenu docteur honoris causa de l'Université du Québec à Montréal en 2014 en reconnaissance de sa contribution au libre accès à l’information scientifique et à la promotion des valeurs de l’Open Access dans le monde.
Il a été vice-président du Conseil Fédéral belge de la Politique scientifique, et président de Wallonia Biotech Coaching s.a..
De 2019 à 2021, il a présidé le conseil d’administration de WBE (Wallonie-Bruxelles Enseignement, le pouvoir organisateur de l’enseignement de la Fédération Wallonie Bruxelles).
Dans un autre registre, il est président :
- de la Société Libre d'Emulation de Liège, qui se consacre à la promotion des arts et des sciences,
- des « Grandes Conférences Liégeoises[7] »,
- de l'association des Amis de l'ULg[8].

Il a été administrateur de Mnema Cité Miroir jusqu'en 2015, et membre du Comité exécutif du GRE-Liège (Groupement de Redéploiement Économique) jusqu'en 2023.
Il préside l'asbl Listening Orchestra (anciennement « Orchestre de Chambre de Liège ») et l'asbl Le Concours de Piano de Liège] ainsi que l'association « Liège aide Haïti ».
Bernard Rentier est l’auteur d’un livre intitulé « Science Ouverte, le défi de la transparence » paru aux Éditions de l’Académie Royale de Belgique en décembre 2018. Une version téléchargeable gratuitement a été mise en ligne par l’académie dès la parution de la version imprimée, en concordance avec les principes de l’auteur. La version anglaise « Open Science, the Challenge of Transparency » est sortie (en ligne uniquement et gratuit) en mars 2019. Le livre a reçu, en novembre 2019, le Prix du Livre Politique en Belgique. Les deux versions, française et anglaise, sont accessibles en ligne auprès de l’Académie ou en post-print auteur dans l’archive institutionnelle de l’ULiège, ORBi.

## Prix et distinctions scientifiques
- N.I.H. Fellowship, 1976[14].
- Prix de la Fondation Rotary pour la recherche médicale, 1982[14].
- Prix de Launoît des Amis de l'Université de Liège, 1983[14].
- Prix Charles J. Ketelaer de la Ligue Belge contre la Sclérose en Plaques[15], 1983[14].
- Prix du Centre d'Études Princesse Joséphine-Charlotte pour la lutte contre les infections virales du système nerveux et la poliomyélite[16], 1989[14].
- Doctorat honoris causa de l’Université du Québec à Montréal, 2014[17].

## Distinctions honorifiques
- Docteur honoris causa de l'Université du Québec à Montréal.
- Commandeur de l'Ordre de la Couronne[14].
- Grand Officier de l'ordre de Léopold II[14].
- Chevalier dans l'Ordre des Palmes académiques, Ministère de l'Éducation nationale de la République française (2007).
- Honorary Certificate, Euregio Meuse-Rhin (La Rosette Eurégionale).

## Sociétés scientifiques

### Internationales
- Membre fondateur de la VZV Research Foundation[18] (Fondation Internationale pour la Recherche contre le Virus de la Varicelle et du Zona), New York, USA, membre de son Scientific Advisory Board (1991-2006), Président de son Comité International (1993-2006) et membre de son Comité exécutif (1994-2006)[14].
- Vice-président de la European Federation of Biotechnology (en) (2001-2004)[14].
- Président d'EuroVar[19], Association européenne pour la prévention de la varicelle et du zona (1998-2005)[14].

### Nationales
- Administrateur du FNRS (1997-2014)[14], dont il a été président à deux reprises (2005-2006 et 2008-2011).
- Vice-président du Conseil fédéral belge de la Politique scientifique[1] (depuis 2014).
- Membre de la Société royale des sciences de Liège[14].
- Président des Les Amis de l’ULiège[20]